# Higan (模拟器)
Higan是一个在Windows、OS X以及Linux上运行的任天堂多个平台的模拟器。本模拟器最初称为Bsnes。以精准模拟超级任天堂游戏而闻名。本软件可以运行FC游戏机、超级任天堂、Game Boy、Game Boy Color和Game Boy Advance等平台。模拟器最初的开发是在2004年10月14日，一个名为Byuu的作者开始制作Bsnes模拟器。